# Alioune Ifra Ndiaye
Alioune Ifra Ndiaye est un réalisateur et opérateur culturel malien. 
Alioune Ifra Ndiaye a été, très jeune, réalisateur à l’ORTM (Office de la radio-télévision du Mali], pour lequel il a imaginé plusieurs concept d'émissions très populaires, notamment Jouvence show, le Bal des costumes traditionnels et Sumu rap. Il a imaginé et produit plusieurs événements culturels marquants, comme les contours des quatrièmes Rencontres africaines de la photographie ou les carnavals et les chars d’animation de la Coupe d'Afrique des nations de football 2002. Il a également participé à des actions du Centre culturel français de Bamako visant à renforcer l'articulation de cette institution avec la vie culturelle locale .
En 1998, avec Jean-Louis Sagot-Duvauroux, il crée BlonBa qui prend la relève du Mandéka Théâtre. Situé dans le quartier de Faladiè, à Bamako, BlonBa a disposé depuis 2004, d'une salle de spectacle équipée qui était devenue au cours des ans un des centres de la vie culturelle ouest-africaine. Sous la direction d'Alioune Ifra Ndiaye, cette structure, qui a fermé ses portes en 2010, était devenu le premier producteur indépendant de programmes télévisés au Mali. Elle est à l'origine de nombreuses créations théâtrales qui ont connu une importante carrière internationale, avec des centaines représentations données dans douze pays de trois continents. Récemment, Alioune Ifra Ndiaye a rouvert le Complexe Culturel BlonBa, dans le quartier Bamakois de Baco Djikoroni qui est un des principaux centres de vie culturelle et artistique de la capitale malienne. La production théâtrale, musicale et audiovisuelle de BlonBa s'est attaché à donner une postérité aux grandes lignées culturelles du Mali que sont le kotèba (farces satiriques de critique sociale), le maana (grande récitation des traditions historiques), le sumu (accompagnement artistique des événements sociaux et familiaux). Cela s'est fait dans une grande liberté formelle, avec notamment l'invention de nouveaux concepts comme le "télékotèba" (jonction entre l'esprit du kotèba et l'audiovisuel) ou le "kotèrap", qui réunit la révolte satirique du kotèba avec celle du hip hop. 
Alioune Ifra Ndiaye est à l'origine de la plupart de ces créations, soit comme concepteur, soit comme auteur, coauteur ou metteur en scène . Parmi les pièces qu'il a écrites ou co-écrites, figurent 52, Le Retour de Bougouniéré, Suraka Mousso Lalley, Inch Allah, Tanynibougou, Horon.

## Distinctions
᛫    Président de la Fédération des artistes du Mali (Fedama), 2019 .